# (39562) 1992 QK
1992 كيو كي (ويعرف أيضًا باسم (39562) 1992 كيو كي وفق تسمية الكوكب الصغير) (بالإنجليزية: 1992 QK)‏ هو كويكب ضمن حزام الكويكبات؛ وترتيبه 39562 من حيث الاكتشاف.
اكتُشف هذا الجُرم الفلكي بواسطة Satoru Otomo ‏ في 25 أغسطس 1992.

## وصلات خارجية
- (39562) 1992 QK في قاعدة بيانات مختبر الدفع النفاث لأجرام النظام الشمسي الصغيرة

- الاكتشاف · مخطط المدار ·  العناصر المدارية · المعلمات المادية

- (39562) 1992 QK على موقع ويكي سكاي: DSS2, SDSS, GALEX, IRAS, Hydrogen α, X-Ray, Astrophoto, Sky Map, Articles and images